# Kalmár János (szobrász)
Kalmár János (Budapest, 1952. július 23. –) Munkácsy-díjas magyar szobrász- és éremművész. Elvont, filozofikus hangvételű alkotásai az apró érmektől a nagyméretű monumentális szobrokig egyaránt érzékeny megfogalmazásúak. Munkáiban nagy hangsúlyt helyez a plasztikák felületén megjelenő színhatásra, melyet a fém oxidálásával, patinázással, illetve más anyagok – fa, kő – alkalmazása esetén utólagos festéssel, aranyozással ér el. 2008 óta Budapest mellett Párizsban is él és dolgozik. 2011-ben doktori diplomát szerzett (DLA) a Magyar Képzőművészeti Egyetemen. 2013 óta munkáit Párizsban a Martel-Greiner galéria képviseli. Szobrait egyéni és csoportos kiállításokon láthatjuk Európában és Amerikában egyaránt. 

## Tanulmányai
- 1973-1974 Képzőművészeti Akadémia, Varsó (PL)
- 1975-1978 Magyar Képzőművészeti Főiskola, Budapest.

Mestere: Vígh Tamás

## Kiállításai

### Csoportos kiállítások (válogatás)
- 1979, 1983, 1985, 1991, 1993, 1995, 1997, 2001, 2003, 2005 Országos Kisplasztikai Biennále, Pécs
- 1979-1999, 2003, 2005 Országos Érembiennálé, Sopron
- 1984 Gallery Stoppenbach & Delestre, London
- 1985 Bath Festival, Bath (GB)
- 1985 Nemzetközi Szobrászati Biennále, Skironio M., Athén
- 1986 Magyar kulturális hetek, Glasgow (GB)
- 1987, 1992, 1994, 2002, 2004, 2007 FIDEM Nemzetközi Éremművészeti Kiállítás
- 1988 Dante Nemzetközi Kisplasztikai Biennále, Ravenna (I)
- 1988 Monumentális dimenziók, Szabadtéri szoborkiállítás, Salgótarján
- 1988 Nyugat-európai Kisszobrok, Amszterdam
- 1989 Új szerzemények, Savaria Múzeum, Szombathely
- 1990 VI. Képzőművészeti Triennále, Szolnoki Galéria, Szolnok
- 1992, 1994 Országos Faszobrászati Kiállítás, Nagyatád
- 1993 Babilon project, Goethe Intézet
- 1993 Art Jam, Szépművészeti Múzeum, Budapest
- 1993 Magyar Kisplasztikák, Városháza, Fellbach (D)
- 1994 Nova Galerie, Pontresina (CH)
- 1994 Forum für Architektur und Kunst, Goldach (CH)
- 1994 Check Point Charley Museum, Berlin
- 1994 Kisszobor '94, Vigadó Galéria, Budapest
- 1995 Helyzetkép/Magyar Szobrászat, Műcsarnok, Budapest
- 1996 Vigh Tamás tanítványai körében, Vigadó Galéria, Budapest
- 1996 Magyar Kulturális Napok, Hoofddorp (NL)
- 1999, 2001, 2008 – International Biennial of Contemporary Medals, Seixal (Portugália)
- 2001 Szobrászaton innen és túl, Műcsarnok, Budapest
- 2003 Jelentés. A Magyar Szobrász Társaság kiállítása, Vigadó Galéria, Budapest
- 2003 – 2004 Esetek és határesetek – Határok és átjárások az éremművészetben, Párizs (F), Budapest (H), Körmöcbánya (SK), Szófia, Rusze, Pleven (BG)
- 2004 A tizedik. A Magyar Szobrász Társaság jubileumi kiállítása, Szombathelyi Képtár, Szombathely
- 2006 Az Út 1956-2006, Országos Képzőművészeti Kiállítás, Műcsarnok, Budapest
- 2006 1956 Budapest, Magyar Képzőművészek és Iparművészek Szövetsége Székháza, Budapest; Éremművészeti Múzeum, Wrocław (PL);  IV. Nemzetközi Érembiennále - Seixal (P); Morph csoport kiállítása, Aulich Art Galéria, Budapest (H)
- 2007 FIDEM (Federation Internationale Des Medailles) – Colorado Springs (USA); “Ungarisches Accent” Morph csoport kiállítása, Magyar Nagykövetség, Berlin (D); “Mágia” Művészet Malom, Szentendre (H); Morph csoport kiállítása, Collegium Hungaricum, Bécs (A); “Less is more”,  Gallery 511, New York (USA); G13 Art Gallery, Budapest Art Fair, Műcsarnok, Budapest (H)
- 2008 Morph csoport kiállítása, Budapest Galéria, Budapest (H); "Elszáll a lélek", El Kazovszkij emlékére, Vasarely Múzeum, Pécs (H); V. Nemzetközi Érembiennále - Seixal (P); Budapest Art Fair, Körmendi Galéria, Menshikoff Fine Art, Műcsarnok, Budapest (H); “A Mű Szabad”, Wax, Budapest (H)
- 2009 I. Szobrászati Biennále, Művészet Malom, MKISZ, Szentendre (H); XVII. Országos Érembiennálé, Sopron (H); “Visszatekintés” Nikmond Beátával, Skoda Éva Galériája, Budapest (H); “Balaton Tárlat”, Városháza, Balatonalmádi (H);“Kor-Kép”,  Városháza, Balatonalmádi (H); “Kortárs Magyar Szobrászat”, Sala Terrena, Körmendi Kastély,  Körmend (H); “Socha a Objekt XIV.” Bratislava (SK); Piknik, Rákospalotai Múzeum, Budapest (H)
- 2010 “Találkozás” Orangerie, Verrieres, (F);  Salon International du Livre, Galerie Saphir, Grand Palais, Paris (F); Budai Szobrászok, Vizivárosi Galéria, Budapest (H); Morph Csoport, ROEK Palota, Szeged (H); FIDEM (Federation Internationale Des Medailles) – Tampere (FI);  Éremművészet 2010, Árkád Galéria, Budapest (H);  XII. Állami Művészeti Díjazottak, Olof Palme Ház, Budapest (H); Magyar Szobrász Társaság kiállítása, Móra Ferenc Múzeum, Szeged (H)
- 2011 Morph Csoport, Sztroganov Akadémia, Moszkva (RU);   III. Szobrászati Biennále, Yerres (F);  XVIII. Országos Érembiennálé,  Sopron (H);  Médiathèque Jean Cocteau, Massy (F);  Morph csoport, Szentendrei Művésztelep Galéria, Szentendre (H)

- 2012   66. Salon des Réalités Nouvelles, Parc Floral, Párizs (F); FIDEM (Federation Internationale Des Medailles) (F); II. Szobrászati Biennále, Művészet Malom, MKISZ, Szentendre (H); XVIII. Országos Érembiennálé díjazottainak kiállítása, Sopron (H); Hódmezővásárhelyi Őszi Tárlat (H); „Valóság és Illúzió” MAOE kiállítása, Budapesti Nagycirkusz, Budapest (H); Régi Művésztelepi Galéria, Szentendre; Ámos Imre és a XX. század – kortárs összművészeti kiállítás
- 2013 67. Salon des Réalités Nouvelles, Parc Floral, Párizs [3](F) Réalités Nouvelles, Structures - Hors Les Murs, „Cvijeta Zuzoric” Pavilon, Belgrád (BG);  „Csak Művészet” Kévés Galéria, Budapest (H);  „Térantropológia”  Aknay Jánossal, Városi Galéria, Érd (H);  „Ámos Imre és a XX. század” – Régi Művésztelepi Galéria Szentendre, Pécsi Galéria, Pécs (H);  Kortárs Magyar Galéria Dunaszerdahely,  Collegium Hungaricum, Berlin (D);  „Konkrétak” Siklósi Vár, Siklós (H)
- 2014 68. Salon des Réalités Nouvelles, Parc Floral, Párizs;  Réalités Nouvelles, Nemzeti Galéria, Peking;  FIDEM (Federation Internationale Des Medailles) Sofia, Bulgária (BG);  „Reflexiók”  Kalmár János,  Remi Favier, Thomas Lardeur, Paola Palmero, Galerie Duchosal, Párizs (F);  „Ámos Imre és a XX. Század” Zsidó Történeti Múzeum, Varsó (PL);  ”Labirintus”  Művészetmalom, MAOE kiállítása, Szentendre, (H);   Art Market, Millenáris Központ, Bergman Galéria (H);  III. Szobrászati Biennále, Művészet Malom, MKISZ, Szentendre;  Őszi Tárlat,  Alföldi Galéria, Hódmezővásárhely  (H);  „Duna”  MAOE kiállítása, Dunaszerdahely, Kortárs Magyar Galéria.(SK),  Szentendrei Művésztelep Galéria (H);  Karácsonyi Tárlat   Aknay János, Kalmár János, Sz. Varga Ágnes, Vizivárosi Galéria, Budapest (H);  Salon des Arts, Plaisir, (F)
- 2015  69. Salon des Réalités Nouvelles, Parc Floral, Paris (F);  ”109” Képzőművészeti Biennálé, Párizs  (F);  „A jelen metafizikája”  Bad Saeckingen (D);  „Itt és most” Nemzeti Szalon, Műcsarnok, Budapest (H);  XXXVIII. Szegedi Nyári Tárlat, Roeck Palota, Szeged (H);  Socha a Objekt XX. Galéria Mesta Bratislavy, Bratislava (SK);  XX. Országos Érembiennálé, Sopron (H);  Biennale Le latitudini dell’arte, Palazzo Ducale, Genova (I);  I.Országos Kisplasztikai Quadriennálé, Pécs, (H);  „Szülőföld” MAOE kiállítása, Dunaszerdahely, Kortárs Magyar Galéria.(SK);  Szín-Forma-Tér, Zsolnay negyed, M21 Galéria,  Pécs (H)
- 2016  ’The Solo Project’  Basel, Galerie55, Paris (CH);  Art Fair Coppenhagen, Galerie55, Paris (DK);  YIA Art Fair Paris, Galerie55, Paris (F);  Köln Art Fair, Galerie55, Paris (D);  MINIMENTA Galerie Art Aujourd'hui, Paris (F);  A Galéria művészei, Galerie Art Aujourd'hui, Paris (F);  70. Salon des Réalités Nouvelles, Parc Floral, Paris (F);  Szín-Forma-Tér, REÖK Palota, Szeged (H);  Káosz és Rend, MAOE, REÖK Palota, Szeged (H);  Biennale 109, Abbaye de Pontlevoy, (F);  VIII. Kortárs Keresztény Ikonográfiai Biennálé, Katona József múzeum,  Kecskemét (H);  Utak, MAOE kiállítása, Dunaszerdahely, Szentendre (H)
- 2017  Art Wynwood, Miami, Galerie55, Paris (USA);  Art Boca Raton, Florida, Galerie55, Paris (USA);  ‘Illúzió’ XXIV. Budapesti Nemzetközi könyvfesztivál, MAOE kiállítása;  Art Salzburg, Galerie55, Paris (A);  Scope Basel, Galerie55, Paris (CH);  ’Káosz és Rend’ MAOE kiállítása REÖK Palota, Szeged (H);  Szobrász Biennálé, Szentendre, Művészet Malom (H);  Art Brussels, Galerie55, Brüsszel, (B);  ERA 25. Évforduló, Trier (D);  Seattle Art Fair, Galerie55, Paris (USA);  71. Salon des Réalités Nouvelles, Parc Floral, Paris (F)
- 2018. Biennale 109, Centre Bastille, Paris (FR);   Art Market, San Francisco, Fort Mason Center, Galerie 55, Paris (USA);  72. Salon des Réalités Nouvelles, Parc Floral de Paris (F);  Morph csoport, Műcsarnok, Budapest (H);  Art Market Budapest, Galerija Bel Art, Novi Sad (H);   ’Időszerű időtlen’ Bátai Sándorral, Gaál Imre Galéria, Budapest (H);  Antika, Namur, Galerie Martel-Greiner, (B)
- 2019. Salon D’automne, Grand Palais, Paris (F);  73. Salon des Réalités Nouvelles, Parc Floral de Paris (F);  PAD, Paris Tuileries, Galerie Hélene-Greiner (F)
- 2020 ‘Változások’ MAOE kiállítása, Kortárs Magyar Galéria, Dunaszerdahely (SK) MANK Galéria, Szentendre (H);   MORPH Dunabogdányi Kulturális Központ (H);   ’Lássátok, lássátok’ Karácsonyi Tárlat, Új Műhely Galéria Szentendre (H)
- 2021  Biennale 109, Centre Bastille, Paris (FR);   'Genius Loci', Esernyős Galéria, Budapest (H);   ’Kontaktusok’, V. Szobrászati Biennálé, MűvészetMalom, Szentendre (H);   XXIII. Országos Érembiennálé, Sopron (H);    ’7 év 150 kiállítás’ Műcsarnok, Budapest (H);   ’Horizont’ MAOE kiállítása, REÖK Palota, Szeged;   ’25+’ Magyar Szobrász Társaság kiállítása, Bartók1 Galéria, Budapest (H);   ’Dante Univerzuma’ MAOE kiállítása, Kortárs Magyar Galéria, Dunaszerdahely, MANK Szentendre, (SLO) (H)
- 2022 'Espace181' csoport, La Fabrique, Palaiseau (F);   'Mikrokozmosz' MAOE kiállítása, Kortárs Magyar Galéria, Dunaszerdahely, MANK Szentendre, (SLO) (H);  'Dante Univerzuma', Collegium Hungaricum, Róma (I);  'Találkozások', MAOE kiállítása, Szeged, Budapest, Veszprém (H);  'Fény-nyomok', Artézi Galéria, Budapest (H);  VI. Óbudai tavaszi tárlat, T-Art Alapítvány, Budapest (H);  XVI. Nemzetközi Velencei-tavi Symposion;  'Szembesítés', Artézi Galéria, Budapest (H)
- 2023. 'Test és Lélek' MKISZ, Budapest (H)

### Egyéni kiállításai (válogatás)
- 1982 Óbuda Galéria, Budapest
- 1983 Ferencvárosi Pincegaléria, Budapest
- 1985 Duna Galéria, Budapest
- 1986 Kulturális Központ, Kiskőrös
- 1987, 1994 Vigadó Galéria, Budapest
- 1989 Atelier Panyoczky, Uznach (SVE)
- 1991 Budapest Galéria, Budapest
- 1992 Kis Galéria, Budapest
- 1992 Gallery Spinks, London
- 1993 Művészetek Háza, Boswil (CH)
- 1993 Brit Nagykövetség, Budapest
- 1995 Ernst Múzeum, Budapest
- 1995 Görög Kulturális Központ, Kecskemét
- 1996 Nemzetközi Boden-tó Fesztivál, Graf Zeppelin-haus, Friedrichshafen (D)
- 1996 Christian Schneeberger Galerie, St. Gallen (CH)
- 1996 Erdő, Merlin Színház
- 1996 Magyar Kulturális Központ, Párizs
- 1996 Meridean Center, Washington
- 1998, 2000 Goethe Intézet, Budapest
- 2002 Találkozások. Transit-House, Kolozsvár (RO)
- 2003 Művészetek Völgye, Kapolcs
- 2005 Sculpturengalerie Krafft + Partner AG – Gebensroef b., Baden (CH)
- 2005 La Notte Bianca. Római Magyar Akadémia, Róma (I)
- 2006 Lélekhelyzetek. Bencés Apátság, Tihany
- 2007 Lélekhelyzetek. Museum of Kraliky (CZ)
- 2008 Espace 181. Párizs
- 2008 Körmendi Galéria, Budapest
- 2008 Bartók ’32 Galéria, Budapest
- 2009 Ajtók a mindenségre. Csillaghegyi Evangélikus Templom, Budapest
- 2009 Új Grafikák. Galéria IX., Budapest
- 2010 Zikkurat Galéria, Budapest; ”Lélekhelyzetek”  DLA, Képzőművészeti Egyetem Parthenon terem, Budapest
- 2011 „Lélekhelyzetek” Aulich Art Galéria, Budapest
- 2012 Horváth Endre Galéria, Balassagyarmat;  „Időtlen állapotok” Fuga, Budapest; Karinthy Szalon Kalmár Bencével, Budapest
- 2014 „Lelki gravitáció” Aknay Jánossal, Vajda Stúdió, Szentendre
- 2015 „Lelki Gravitáció” Fuga, Budapest
- 2016 Galerie Art Aujourd'hui, Paris;  Galerie55 Paris
- 2017 ’Intervallum’ REÖK Palota, Szeged
- 2018 ’A jelenlét szabadsága’ Francia Intézet, Budapest; ’Mások által’ Francia Intézet, Budapest
- 2023 'Felfelé Zuhanás' Dunabogdány;  'METAXU' FUGA, Budapest

## Díjai, elismerései (válogatás)
- 1983 Országos Kisplasztikai Biennále, Pécs, II. díj
- 1985 Országos Kisplasztikai Biennále, Pécs, a Művészeti Alap díja
- 1993 Országos Érembiennále, Sopron, a Művelődési és Közoktatási Minisztérium díja
- 1994 FIDEM Nemzetközi Éremművészeti Kiállítás, Budapest, FIBRU-díj
- 2001 Nemzetközi Kortárs Érembiennále, Seixal (P), különdíj
- 2008 Koszorús Szobrász Díj
- 2008 Nemzetközi Kortárs Érembiennále, Seixal (P), Innovációs díj
- 2010 Munkácsy Mihály-díj
- 2022 Art et Lettres[4] - Lovagrend, Párizs

## Alkotásai (válogatás)

### Köztéren
- Hauser Arnold síremléke (kő, 1981, Budapest, Farkasréti temető)
- Rózsa Ferenc-portré (bronz dombormű, 1982, Budapest, VIII. ker., Blaha L. tér 3.)
- Vörösmarty Mihály-mellszobor (bronz, 1983, Bácsalmás, Általános Iskola)
- Nonfiguratív plasztika (1983, Kiskőrös)
- Péter György síremléke (kő, 1983, Budapest, Farkasréti temető)
- Nonfiguratív plasztika (kő, 1984, Bath [GB])
- Plasztika (krómacél, 1986, Fehérgyarmat, városi tanács előtti park)

### Gyűjteményekben
- American Numismatic Society (USA)
- British Art Medal Society, London
- British Museum, London
- Janus Pannonius Múzeum, Pécs
- Liszt Ferenc Múzeum, Sopron
- Magyar Nemzeti Galéria, Budapest
- Magyar Nemzeti Múzeum, Budapest
- Petőfi Irodalmi Múzeum, Budapest
- Szépművészeti Múzeum, Poznań (PL)

## Kötetei
- Munkák, 1978–2003; magánkiadás, Bp., 2003
- Szobor a térben; Kijárat, Bp., 2012
- Tilos a ki. Fotók és írások a kijárási tilalom alatti Budapest éjszakáiról a koronavírus-járvány idején 2020. november és 2021. február között; Kossuth, Bp., 2021